# Юкон (Оклахома)
Юкон (англ. Yukon) — город в округе Канейдиан в штате Оклахома в Соединённых Штатах Америки.
По данным переписи 2020 года, население города составляло 23 тысячи 630 человек, что почти на тысячу человек больше, чем во время предыдущей переписи (22 709 жителей).

## История
Основанный в 1890-х годах, город получил свое название в честь золотой лихорадки на территории Юкон в Канаде. Исторически Юкон служил городским центром для местных фермеров и местом расположения мельницы. В настоящее время это в первую очередь жилой район для людей, которые работают в столичном районе Оклахома-Сити.

## География
По данным Бюро переписи населения США, общая площадь города составляет 26,3 квадратных миль (68,1 км2), из которых 26,2 квадратных миль (67,9 км2) — это суша и 0,04 квадратных миль (0,1 км2 или 0,21%) —  водная поверхность.